# Håvestens gravfält
Håvestens gravfält återfinns på Ättekullshögen i Håvesten. Gravfält är daterat till äldre järnåldern och består av tio gravhögar, två långhögar, sex runda stensättningar, en domarring och tre resta stenar. Den stora domarringen består av nio klumpstenar och är 14 meter i diameter. En av de resta stenarna benämns Håvestenen och är knappt fyra meter hög. Den största högen är 16 meter i diameter och 1,4 meter hög. Från Ättekullshögen har man en vidsträckt utsikt över Valbodalen.